# Bohicket
Bohicket (Bohickott, Bohickett ), maleno indijansko pleme koje je u drugoj 2. polovici 17. stoljeća obitavalo u Južnoj Karolini. Prvi se puta spominju na jednoj mapi iz 1685. godine. Istoimeno glavno selo Bohicket nalazilo se u blizini današnjeg Rockvillea. Pripadali su široj grupi Cusabo Indijanaca. Ime im se sačuvalo u nazivu jedne marine na Seabrook Islandu.